# Philip Gibbs
Philip Hamilton Gibbs, född 1 maj 1877, död 10 mars 1962, var en brittisk författare och journalist.
Gibbs var anställd vid flera tidningar, däribland The Daily mail, The Daily chronicle, The Tribune, samt The Review of revievs, där han var utgivare 1921-22. Gibbls var krigskorrespondent vid den bulgariska armén 1912, vid franska och belgiska arméerna 1914 och vid brittiska arméerna 1915-18. Bland hans romaner märks Fleet street-skildringen The steet of adventure (1909, svensk översättning 1927) och The middle of the road (1922, svensk översättning 1925). Av hans övriga produktion, vilken även omfattar flera historiska arbeten, märks People of destiny (1920), där han på ett sympatiskt sätt framlagt sina intryck från USA, och flera skildringar från första världskriget, bland annat The soul of the war (1915).